# Razzie Award alla peggior colonna sonora
Il Razzie Award for Worst Musical Score è stato un premio annuale assegnato dai Golden Raspberry Awards per la peggior colonna sonora dell'anno. Di seguito sono elencate le classifiche per il Razzie Award alla peggior colonna sonora dal 1981 al 1985. La colonna sonora di Yentl vinse l'Oscar alla migliore colonna sonora nel 1983. Gli unici musicisti italiani a venire nominati nella categoria sono stati Ennio Morricone per Butterfly - Il sapore del peccato (1982) e La cosa (1982), Giorgio Moroder per Superman III (1983), Metropolis 1984 (1984) e Ladro di donne (1984) e Guido e Maurizio De Angelis per Il mondo di Yor.
Durante l'ultima edizione il premio è stato assegnato al musicista Vince DiCola per il film Rocky IV.

## Edizioni

### Anni ottanta
- 1981: La leggenda di Lone Ranger (The Legend of the Lone Ranger) - musiche di John Barry
  - I cancelli del cielo (Heaven's Gate) - musiche di David Mansfield
  - Strade violente (Thief) - musiche dei Tangerine Dream
  - Sotto l'arcobaleno (Under the Rainbow) - musiche di Joe Renzetti
  - Zorro mezzo e mezzo (Zorro, The Gay Blade) - musiche di Ian Fraser
- 1982: Il film pirata (The Pirate Movie) - musiche di Kit Hain
  - Butterfly - Il sapore del peccato (Butterfly) - musiche di Ennio Morricone
  - Il giustiziere della notte 2 (Death Wish II) - musiche di Jimmy Page
  - Monsignore (Monsignor) - musiche di John Williams
  - La cosa (The Thing) - musiche di Ennio Morricone
- 1983: Il prezzo del successo (The Lonely Lady) - musiche di Charlie Calello, Jeff Harrington, J. Pennig  e  Roger Voudouris
  - Querelle de Brest (Querelle) - musiche di Peer Raben
  - Superman III (Superman III) - colonna sonora arrangiata e diretta da Giorgio Moroder
  - Yentl (Yentl) - musiche di Michel Legrand, testi di Marilyn ed Alan Bergman
  - Il mondo di Yor (Il mondo di Yor) - musiche di John Scott, Guido e Maurizio De Angelis
- 1984: Bolero Extasy (Bolero) - musiche di Peter, scene d'amore condotte da Elmer Bernstein
  - Metropolis 1984 (Metropolis 1984) e Ladro di donne (Thief of Hearts) - musiche di Giorgio Moroder
  - Nick lo scatenato (Rhinestone) - musiche originali e testi di Dolly Parton, musica arrangiata e diretta da Mike Post
  - Sheena, regina della giungla (Sheena) - musiche di Richard Hartley
  - Dove stanno i ragazzi (Where the Boys Are '84) - musiche originali di Sylvester Levay
- 1985: Rocky IV (Rocky IV) - musiche di Vince DiCola
  - Febbre di gioco (Fever Pitch) - musiche di Thomas Dolby
  - Allan Quatermain e le miniere di re Salomone (King Solomon's Mines) - musiche di Jerry Goldsmith
  - Revolution (Revolution) - musiche di John Corigliano
  - Turk 182 (Turk 182!) - musiche di Paul Zaza